# Diná Silveira de Queirós
Dinah Silveira Ribeiro, más conocida como de Dinah Silveira de Queiroz (São Paulo, 9 de noviembre de 1911 - Río de Janeiro, 27 de noviembre de 1982) fue una escritora brasileña que incursionó en la novela, cuento y crónica. Publicó sus principales trabajos entre 1939 y 1955, mientras que junto a Clarice Lispector, se la llegó a considerar como una de las más importantes escritoras en lengua portuguesa.

## Biografía
Hija de Alarico Silveira y Dinorá Ribeiro, nació en la ciudad de São Paulo el 9 de noviembre de 1911; pertenece a una familia que incluye a varios nombres ilustres presentes en los medios intelectuales brasileños, entre los que se pueden mencionar al escritor regionalista Valdomiro Silveira y el poeta y filólogo Agenor Silveira —ambos tíos de Dinah—, el cuentista y dramaturgo Miroel Silveira, la novelista Isa Leal, el poeta Cid Silveira, el traductor Brenno Silveira y el editor Ernie Silveira, todos ellos, primos de la escritora.
Tras quedar huérfana de madre muy joven, se fue a vivir con su tía abuela Zelinda. Junto a su hermana Helena, estudió en el Colegio Les Oiseaux, donde ambas iniciarían sus actividades como escritores. A los diecinueve años, se casó con el abogado y literato Narcélio de Queiroz, con quien tuvo dos hijas: Zelinda y Léa.
Debutó en 1937 con el relato corto Pecado, publicado Correio Paulistano; mientras que en 1939 publicó su primera novela, la premiada Floradas na Serra , que tuvo enorme éxito entre los lectores. En conmemoración de los cuatrocientos años de la fundación de São Paulo, Dinah publicó por capítulos en 1954 la novela A Muralha, que sería posteriormente adaptada para la televisión en formato telenovelesco: en 1961 por TV Tupi, en 1968 por TV Excelsior y en 2000 por TV Globo. Ambos trabajos literarios son sus obras más conocidas y aún hoy, son reeditadas. Dentro de los géneros que abordó, destaca por ser una de las pioneras en la ciencia ficción de Brasil, además de abordar el género fantástico: aquí destacan Eles Herdarão a Terra (1960) y su colección y Comba Malina (1969).
En 1961, enviudó de su primer marido. En 1962, fue nombrada agregada cultural de la Embajada de Brasil en Madrid, y poco después contrajo segundas nupcias con el diplomático Dário Moreira de Castro Alves, con quien se mudó a Moscú, en la entonces Unión Soviética. Durante este período, escribió crónicas que conformaron más tarde en el volumen Café da Manhã, de 1969. En 1964 regresó a Brasil, para retornar a Europa nuevamente dos años más tarde, estableciéndose en Italia. Dinah murió el 27 de noviembre de 1982 en la ciudad de Río de Janeiro.

### Academia Brasileña de Letras
Dinah se convirtió en la segunda mujer en ocupar un sillón —el séptimo ocupante de la silla de siete— en la Academia Brasileña de Letras, en reemplazo de Pontes de Miranda; fue recibida el 7 de abril de 1981, el mismo año de la publicación de su último trabajo, la novela Guida, Caríssima Guida.

## Obras
A continuación se muestra la lista de trabajos organizados por año de publicación de la primera edición.
- 1939 - Floradas na Serra, novela
- 1941 - A Sereia Verde, cuentos
- 1949 - Margarida La Rocque, novela
- 1951 - As Aventuras do Homem Vegetal, infantil
- 1954 - A Muralha, novela
- 1956 - O Oitavo Dia, teatro
- 1957 - As Noite do Morro do Encanto, cuentos
- 1960 - Era Uma Vez Uma Princesa, biografía
- 1960 - Eles Herdarão a Terra, cuento
- 1965 - Os Invasores, novela
- 1966 - A Princesa dos Escravos, biografía
- 1968 - Verão dos Infiéis, novela
- 1969 - Comba Malina, cuento
- 1969 - Café da Manhã, crônicas
- 1974 - Eu Venho, Memorial do Cristo I
- 1977 - Eu, Jesus, Memorial do Cristo II
- 1979 - Baía de Espuma, infantil
- 1981 - Guida, Caríssima Guida, novela

### En coautoría
- 1960 - Antología Brasileira de Ficção-científica, cuento
- 1961 - Histórias do Acontecerá, cuento
- 1962 - O Mistério dos MMM, novela
- 1962 - Quadrante 1, crónicas
- 1963 - Quadrante 2, crónicas